# Senza apparente motivo
Senza apparente motivo (Incendiary) è un film drammatico britannico del 2008 che racconta le conseguenze di un attacco terroristico durante una partita di calcio. È diretto da Sharon Maguire e vede protagonisti Michelle Williams, Ewan McGregor e Matthew Macfadyen. Si tratta di un attentato suicida all'Emirates Stadium durante una partita dell'Arsenal F.C., e le sue conseguenze nella vita di una donna che perde il marito e il figlio nell'attacco. È basato sul romanzo Incendiary del 2005 di Chris Cleave.
In Italia è uscito nelle sale cinematografiche il 26 febbraio 2010.

## Trama
Jane, una giovane madre, è infelicemente sposata con Lenny e intrattiene una occasionale relazione extraconiugale con Jasper, un giornalista. Un giorno, proprio mentre Jane e Jasper hanno il primo incontro e sono insieme, avviene un attentato terroristico nello stadio dove si gioca la partita tra Arsenal e Chelsea a cui il marito e il figlio di Jane stanno assistendo. Jane è sopraffatta dai sensi di colpa per aver tradito il marito morto e non si rassegna a riconoscere la morte di suo figlio. Intanto a consolarla ci penserà Terrance, l'ufficiale di polizia incaricato delle indagini, mentre non accetta l'appoggio morale dell'amante, verso cui scarica tutta la rabbia per la morte del suo figlioletto. Ma mentre i due uomini sono in lotta per lei, la verità dietro agli eventi di quella giornata inizia ad emergere.

## Produzione
Il film, ambientato a Londra e realizzato dalla regista di Il diario di Bridget Jones, è stato prodotto da Andy Paterson e Anand Tucker (compagno della regista) della Archer Street, conosciuti per La ragazza con l'orecchino di perla, Hilary and Jackie, Shopgirl e Beyond the Sea.